# 제8극장
제8극장(第8劇場)은 대한민국의 밴드이다. 2007년부터 전신 밴드 '매지컬 미스테리 투어'로 활동하다 2008년 밴드명을 '제8극장'으로 바꿔서 활동하고 있다. 2015년 드러머 김태현을 영입하였다.

## 멤버 소개
- 서상욱 - 보컬
- 임슬기찬 - 기타
- 함민휘 - EVERYTHING
- 김태현 - 드럼

## 밴드 개요
제8극장(Theatre 8)은 대한민국의 로큰롤 밴드이다. 2011년 발표된 ‘나는 앵무새 파리넬리다!’부터 2016년 발표된 ‘언제나 나는 너를 생각해’에 이르기까지 세 장의 정규앨범을 릴리즈 했다. 클럽, 티비 쇼, 락 페스티벌 무대에서 다양한 퍼포먼스를 하며 한국 인디 씬에 이름을 알려온 제8극장은 6,70년대 록 밴드들에게 영향 받은 독특한 사운드를 뿜어내고 있다. 실력 있는 연주자들과 여러 악기를 다루는 멀티플레이어들로 이루어진 제8극장은 단 4명으로 클래식, 뮤지컬, 재즈, 사이키델릭을 넘나드는 풍성한 사운드로 무대를 가득 채운다. 하지만 클래식 풍 이든, 뮤지컬 풍이든, 재즈 풍이든 여전히 박력 넘치는 로큰롤의 기조로 표현해나간다. 음악임에도 영상미가 느껴지는 제8극장의 사운드, 누구든 몰입할 수 밖에 없게 만드는 제8극장의 무대 위 그 넘치는 중독성은 한 번도 보지 못한 사람은 있을지언정, 한 번 밖에 보지 않은 사람은 없을 것이다.

## 디스코그래피

### 정규 앨범
1. 1집 - '나는 앵무새 파리넬리다!'(2011)
2. 2집 - '양화대교'(2013)
앨범 발매를 위해 텀블벅 소셜 펀딩을 진행했으며, 등록 당일에 목표 달성, 500%를 초과하는 후원 금액을 달성했다.
3. 3집 - '언제나 나는 너를 생각해'(2016)

### EP 및 싱글
1. EP - Welcome to the show(2008)
2. 싱글 - 지금은 카니발(2009)
3. EP - 대항해시대(2010)
4. 월드컵 응원가 컴필레이션 앨범: The Shouts Of Reds. United Korea(2010)
4번 트랙 '우리는 이긴다' 수록.
5. EP - 사람을 찾습니다.(2012)
6. 싱글 - 왜 돼지는 안 나오고(2015)
7. 싱글 - 너랑 뽀뽀할래(2015)
8. 싱글 - 문경록 화이팅(2016)
9. 컴필레이션 앨범 : 외전 트리퍼사운드 컴필레이션(2016)
10. 컴필레이션 앨범 : 숨 여섯 번째 그린플러그드 공식 옴니버스(2016)
10번 트랙 '광명동 시절' 수록.

## 경력
- EBS 스페이스 공감 - 2009년 6월의 헬로루키 선정